# District de Stará Ľubovňa
Le district de Stará Ľubovňa est l'un des 79 districts de Slovaquie dans la région de Prešov.

## Démographie

### Évolution de la population
| Année:               | 1994.  | 2004.   | 2014.   | 2024.   |
| -------------------- | ------ | ------- | ------- | ------- |
| Nombre de personnes: | 48 627 | 51 373  | 53 379  | 53 392  |
| Différence:          |        | +5,64 % | +3,90 % | +0,02 % |

| Année:               | 2023.  | 2024.   |
| -------------------- | ------ | ------- |
| Nombre de personnes: | 53 107 | 53 392  |
| Différence:          |        | +0,53 % |

## Liste des communes
Source :

### Villes
- Stará Ľubovňa
- Podolínec

### Villages
Čirč | Ďurková | Forbasy | Hajtovka | Haligovce | Hniezdne | Hraničné | Hromoš | Chmeľnica | Jakubany | Jarabina | Kamienka | Kolačkov | Kremná | Kyjov | Lacková | Legnava | Lesnica | Litmanová | Lomnička | Ľubotín | Malý Lipník | Matysová | Mníšek nad Popradom | Nižné Ružbachy | Nová Ľubovňa | Obručné | Orlov | Plaveč | Plavnica | Pusté Pole | Ruská Voľa nad Popradom | Starina | Stráňany | Sulín | Šambron | Šarišské Jastrabie | Údol | Veľká Lesná | Veľký Lipník | Vislanka | Vyšné Ružbachy

## Photos

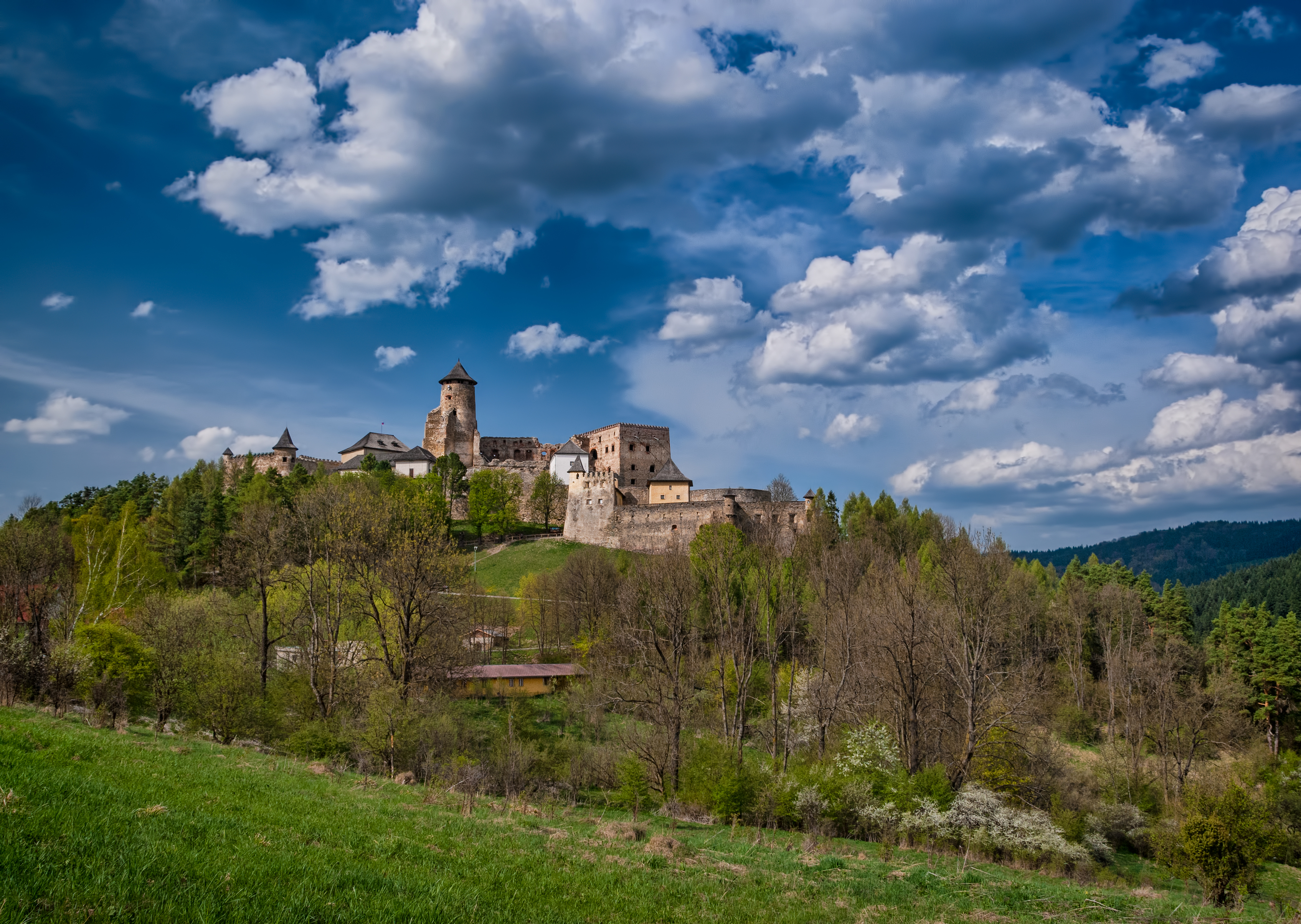
Château de Ľubovňa.
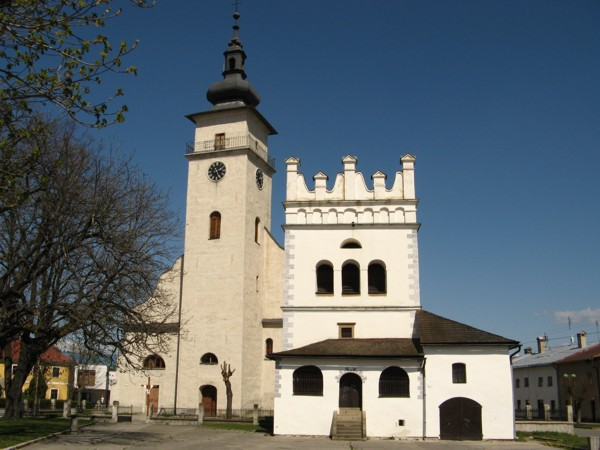
Podolínec.
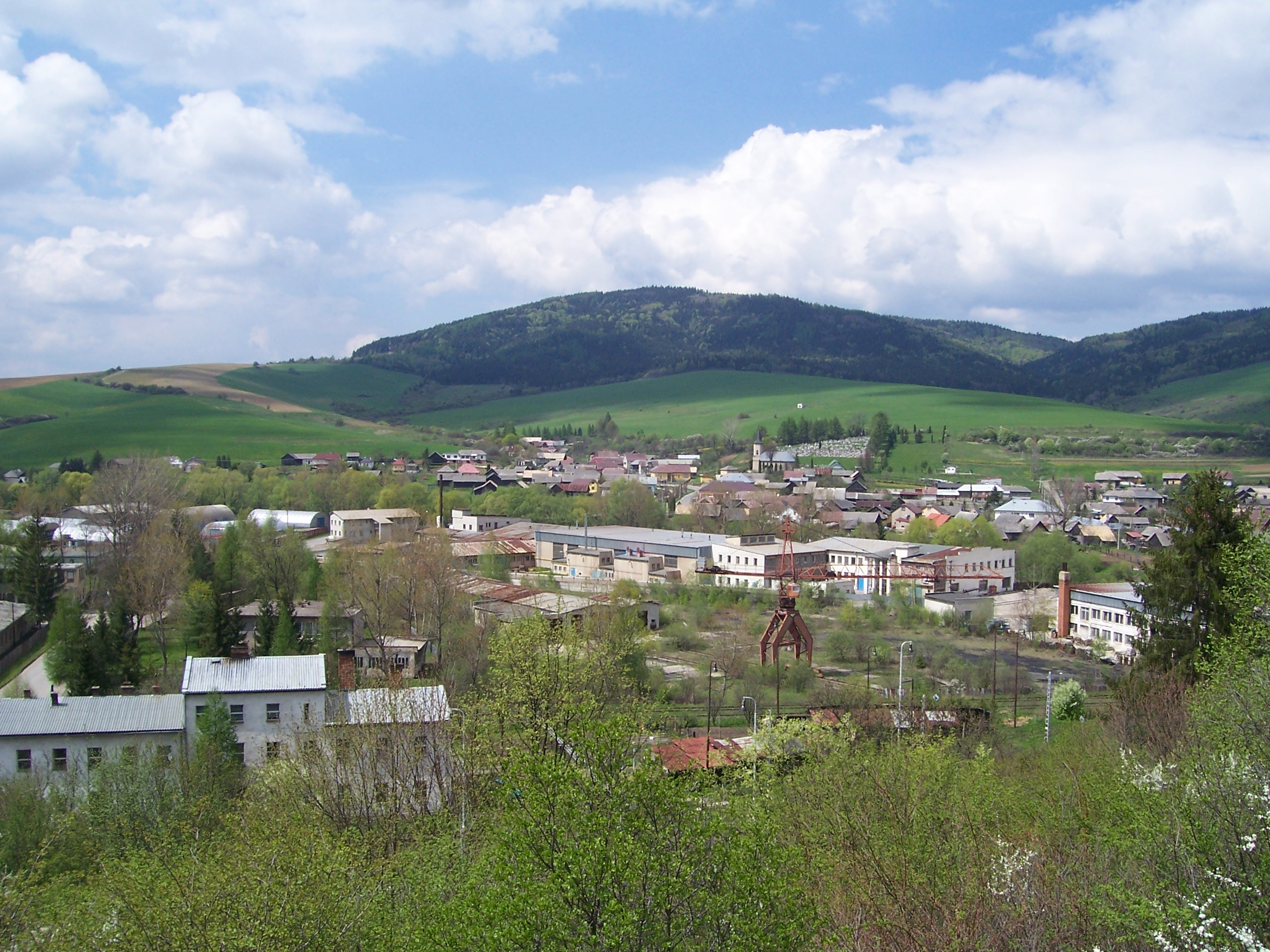
Orlov.
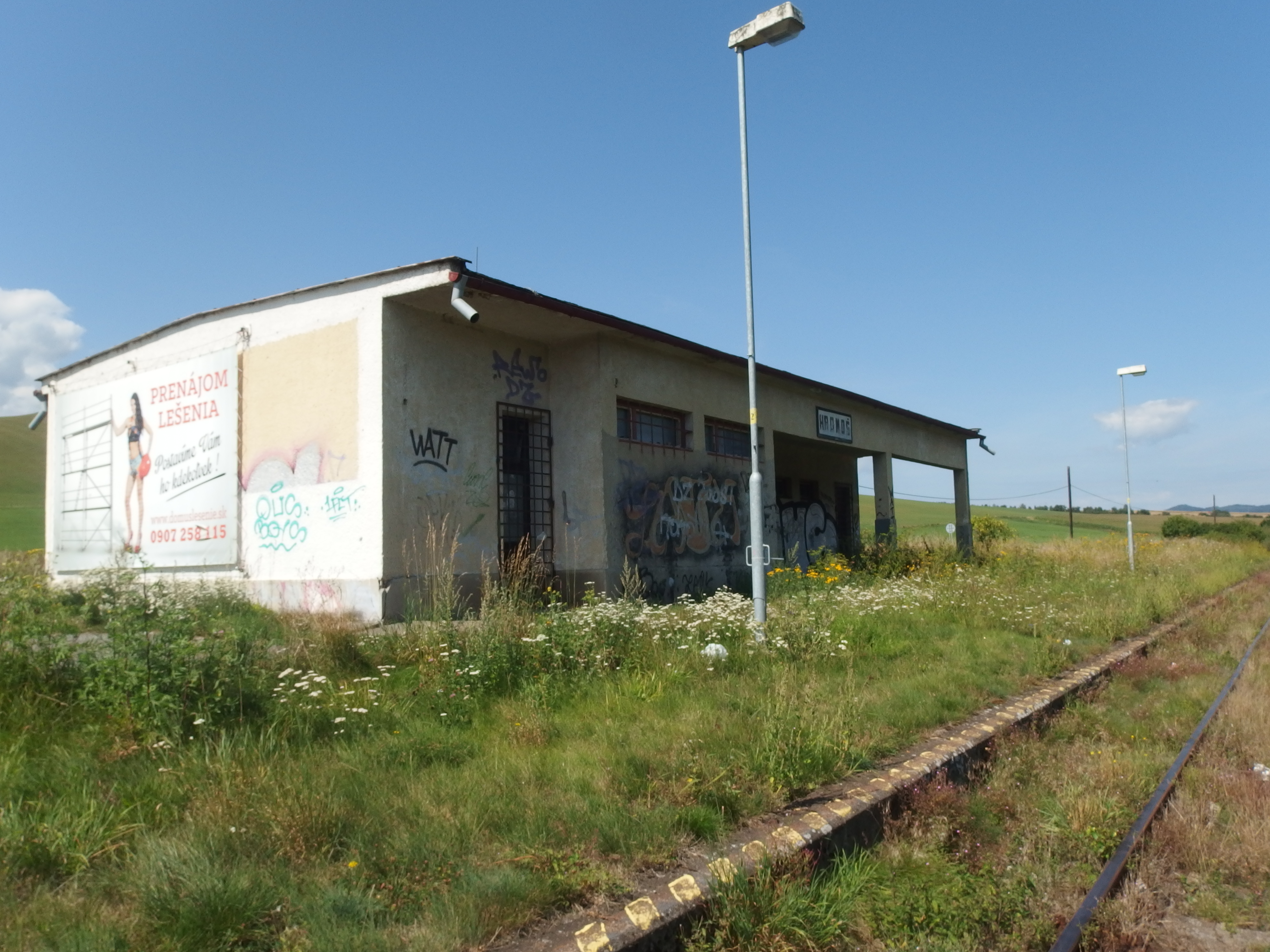
Ancienne gare de Hromoš.
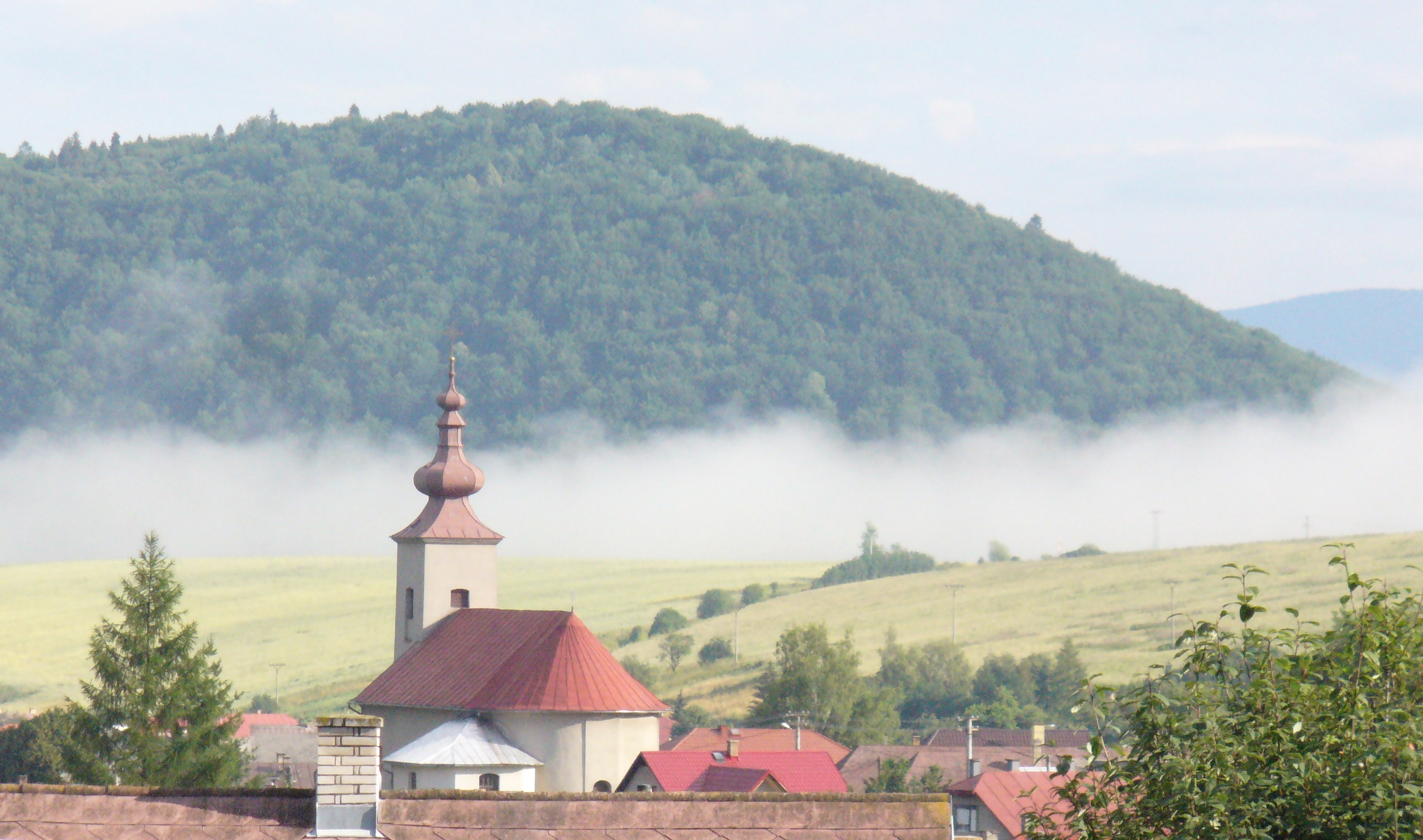
Village de Čirč.